# Ginger (film, 1947)
Pour les articles homonymes, voir Ginger.
Pour plus de détails, voir Fiche technique et Distribution.
Ginger est un film américain écrit et réalisé par Oliver Drake, sorti en 1947. 

## Fiche technique
- Titre original : Ginger
- Réalisation : Oliver Drake
- Scénario : Oliver Drake, d'après une histoire de Donald C. McKean
- Photographie : James S. Brown Jr.
- Montage : Ace Herman
- Société de production et de distribution : Monogram Pictures
- Pays d'origine :  États-Unis
- Langue : anglais
- Format : noir et blanc – 35 mm – 1,37:1 – mono
- Genre : drame
- Durée : 67 minutes
- Date de sortie :
  - États-Unis : 4 janvier 1947

## Distribution
- Frank Albertson : Barney O'Hara
- Barbara Read : Peggy Sullivan
- Johnny Calkins : Chip O'Hara
- Janet Burston : 'Butch' Sullivan
- Gene Collins : Hector Tillford Jr.
- Oliver Blake : Johnny Nash